# МТС центар
МТС центар (енгл. MTS Centre) је спортска и концертна дворана у канадском граду Винипегу (држава Манитоба). Отворена је 16. новембра 2004. године и налази се у власништву компаније True North Sports & Entertainment Limited. Укупна површина корисног простора износи 41.000 м² а трошкови изградње износили су 133,5 милиона C$. Првобитно је носила име True North Centre а ново име је добила по генералном спонзору Manitoba Telecom Services.
У периоду 2004—11 у њој су своје утакмице играли хокејаши АХЛ тима Манитоба мус, а од 2011. дом је НХЛ екипе Винипег џетси. Поред спортских такмичења, дворана је намењена и концертима, и одликује се одличном акустиком.